# Slovakiska republiken (1939–1945)
Slovakiska republiken (slovakiska: Slovenská republika), även känd som den Första slovakiska republiken (slovakiska: Prvá slovenská republika) eller Slovakiska staten (slovakiska: Slovenský štát), var en klerikalfascistisk satellitstat som existerade från 14 mars 1939 till den 8 maj 1945 som en allierad och skyddstat åt Nazityskland.

## Geografisk avgränsning

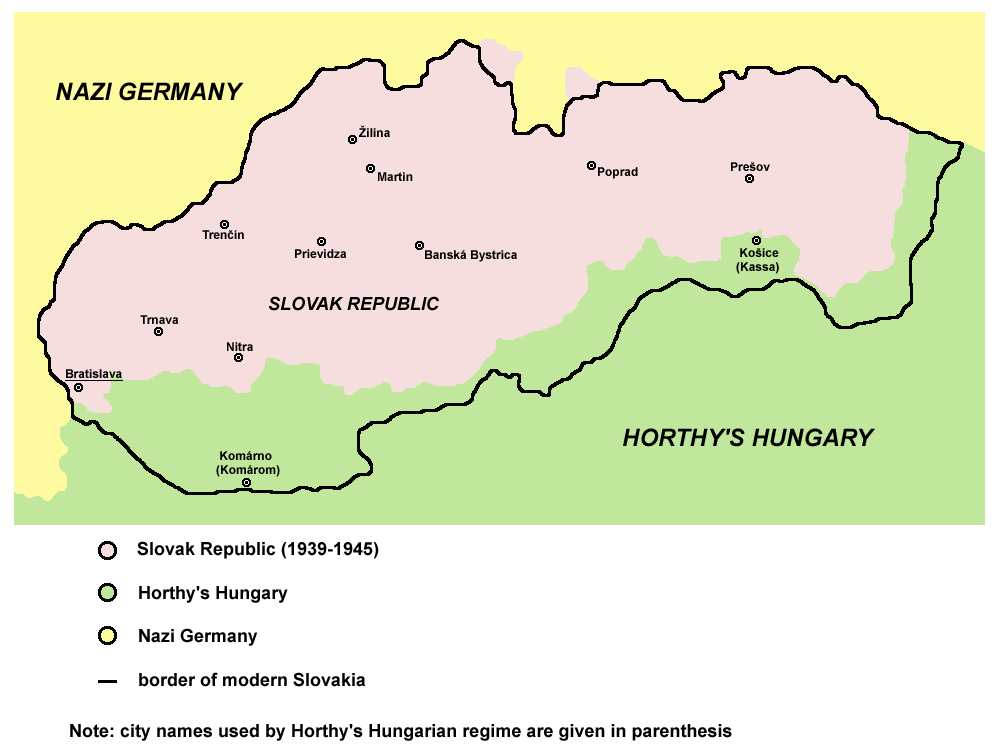
Slovakiska staten med de till Ungern avträdda områdena.

Den slovakiska staten existerade på ungefär samma område som dagens Slovakien (utan de södra och östra delarna). Republiken gränsade till Tyskland, protektoratet Böhmen-Mähren, Generalguvernementet (tyskockuperade kvarlevorna av Polen) och Ungern.

## Internationellt erkännande

Tjeckoslovakiens delning och den slovakiska statens uppkomst 1938.

Den slovakiska staten erkändes av Tyskland och flera andra stater, däribland den provisoriska regeringen i Republiken Kina, Kroatien, El Salvador, Estland, Italien, Ungern, Japan, Litauen, Manchukuo, Mengjiang, Rumänien, Sovjetunionen, Spanien, Schweiz och Vatikanstaten. Den första slovakiska republikens rättsliga existens upphävdes retroaktivt av de segrande allierade i andra världskriget genom upphävandet av Münchenavtalet och alla dess konsekvenser.

## Politiska fraktioner
Inom det härskande Slovakiska folkpartiet fanns det sedan 1939 två konkurrerande fraktioner. De konservativa och radikala flyglarna hölls samman av sin gemenensamma avsky för kommunismen. Nazityskland stödde ursprungligen Vojtech Tuka, ledare för den radikala flygeln, men sedan 1942, då deportationerna av judarna började och Jozef Tiso etablerade sig som enväldig ledare enligt führerprincipen, stöddes den moderata flygeln. Nazityskland hade visavi den slovakiska staten bara två intressen, judarnas utrotande och lugn vid den tyska gränsen. Detta möjliggjorde till och med för Tisos flygel att efter en tid stoppa utrensningen av judarna.
| Fraktion                | Ledare                      | Huvudidé                                                 | Ideologisk förankring      | Maktsfär                                |
| ----------------------- | --------------------------- | -------------------------------------------------------- | -------------------------- | --------------------------------------- |
| Konservativ och moderat | Jozef Tiso                  | Katolsk ständerstat                                      | Romersk-katolsk sociallära | Ledande inom staten, partiet och kyrkan |
| Radikal                 | Vojtech Tuka Alexander Mach | Slovakisk nationalstat fri från tjecker, romer och judar | Nazism                     | Hlinkagardet                            |

## Deltagande i andra världskriget

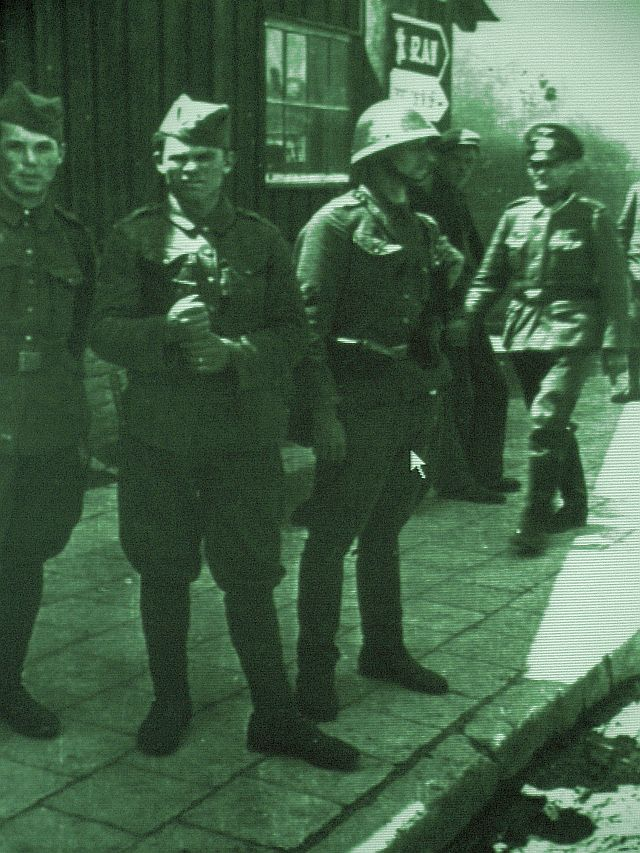
Slovakiska och tyska soldater under invasionen av Polen.

Den slovakiska försvarsmakten deltog på tysk sida i invasionen av Polen i september 1939, som räknas som startskottet för andra världskriget i Europa. En slovakisk brigad korsade Polens sydgräns och genomförde en offensiv norrut. 
Under operation Barbarossa medverkade slovakiska trupper i invasionen av Sovjetunionen. 1944 bröt det Slovakiska upproret ut, varvid stora delar av östra Slovakiska republiken initialt kom att kontrolleras av upprorsrörelsen. Efter tysk intervention upplöstes det slovakiska försvaret och tyskledda trupper slog ner upproret. Därefter var republikens självständighet ytterligare begränsad. Sovjetiska trupper invaderade Slovakien under sin offensiv på östfronten under slutet av 1944 och 1945 varvid den Slovakiska republiken de facto upphörde att existera efter Bratislavas fall i april 1945.

### Fotnoter
1. ↑  Lennart Westberg (11 augusti 2017). ”Slovakiens uppror mot Nazityskland” (på svenska). Militärhistoria. Arkiverad från originalet den 22 maj 2018. https://web.archive.org/web/20180522041439/https://militarhistoria.se/artiklar/andra-varldskriget/slovakiens-uppror-mot-nazityskland. Läst 21 maj 2018.